# Stranger Things: The Game
Stranger Things: The Game est un jeu vidéo d'action-aventure, free-to-play, co-développé par BonusXP, Inc et Netflix, sorti le 4 octobre 2017 sur iOS et Android. Le jeu est basé sur la série télévisée de Netflix, Stranger Things. Il s'appuie sur un usage du genre du rétrogaming et du pixel art.

## Système de jeu
Le jeu se déroule dans les années 1980, il s'agit d'un jeu rétro en pixel art avec une reprise de la bande-son de la série en 8 bits. Le joueur contrôle, tout d'abord, Jim Hopper qui part à la recherche des enfants égarés dans Hawkins et ses environs. Pour cela, il est amené à combattre aux poings des ennemis, résoudre des énigmes, participer à des courses poursuites et réaliser des phases d'infiltration. Au fur et à mesure que le joueur retrouve les enfants, il peut agrandir son équipe et les contrôler, lesquels disposent de caractéristiques uniques pour les phases de combat.

## Développement
BonusXP avait moins d'une année pour compléter le jeu. L'équipe a décidé de faire le jeu dans un style semblable à The Legend of Zelda parce que ce « c'était une adéquation parfaite car Stranger Things et Zelda sont de l'exploration et c'est une sorte d'une crise mystérieuse qui s'adapte à l'humeur du spectacle », selon le PDG de BonusXP, Dave Pottinger. La carte de Hawkins dans le jeu a été basée d'une carte sur Google Maps de la ville de Jackson, en Géorgie où la série est filmée.
Pour aider à garder le secret du jeu, BonusXP n'a pas loué de testeurs de jeu pour leur assurance qualité, ayant au lieu de cela des membres de la famille de l'équipe de conception à fournir le retour d'information ; ce processus a aidé à créer les deux niveaux de difficulté dans le jeu.
Avec la sortie de la saison deux de Stranger Things, le 27 octobre 2017, une mise à jour au jeu a ajouté Max comme un personnage jouable et une sortie pour la Amazon Fire TV.

## Accueil

### Critique
- Canard PC : 8/10[6]
- Jeuxvideo.com : 14/20[7]

### Ventes
Le jeu a été téléchargé trois millions de fois durant la première semaine.
Avec près de cinq millions de téléchargement via la boutique en ligne Google Play, le jeu rencontre un succès auprès d'un public averti où les joueurs lui attribuent une moyenne de 4,8/5 basé sur les votes de plus de 57 000 utilisateurs. Sur l'App Store il obtient également la note de 4,8 sur 5.

### Récompenses
| Année | Prix                               | Catégorie             | Nomination                | Résultat   |
| ----- | ---------------------------------- | --------------------- | ------------------------- | ---------- |
| 2018  | British Academy Video Games Awards | Meilleur jeu portable | Stranger Things: The Game | Nomination |